# Сайф ад-дін Гамза-шах
Сайф ад-дін Гамза-шах (перс. سیف الدین حمزه شاه, бенг. সাইফুদ্দীন হামজ়া শাহ; д/н — 1412) — султан Бенгалії в 1411—1412 роках.

## Життєпис
Походив з династії Ільяс-шахів. Син Азам-шаха. 1410 року оголошений спадкоємцем трону, який отримав 1411 року. Прийняв титул султан-ус-салантін (султан султанів). Став карбувати з власним ім'ям в містах Сатгаон, Муаззамабад і Фірузабад.
Загалом Гамза-шах дотримувався зовнішньої та внутрішньої політики попередника. Разом з тим стикнувся з амбіціями Раджи Ганеши, впливового індуса-сановника, що здобув авторитета ще за Азам-шаха. Наприкінці 1412 року султана було вбито власним мамлюком (за іншою версією сином) Шихабом. Трон перейшов до його сина Мухаммед-шаха.